# Cholponbek Esenkul Uulu
Cholponbek Esenkul Uulu (Kirguistán, 15 de enero de 1986) es un futbolista kirguís. Juega de delantero y su equipo actual es el Abdish-Ata Kant de la Liga de fútbol de Kirguistán.

## Selección nacional
Ha sido internacional con la selección de fútbol de Kirguistán en 8 ocasiones y ha marcado 3 goles.

## Clubes
| Club            | País       | Año           |
| --------------- | ---------- | ------------- |
| F. C. Kufstein  | Austria    | 2006-2007     |
| Abdish-Ata Kant | Kirguistán | 2007-presente |